# Porizonopteron schestakovi
Porizonopteron schestakovi är en stekelart som beskrevs av Meyer 1931. Porizonopteron schestakovi ingår i släktet Porizonopteron och familjen brokparasitsteklar. Inga underarter finns listade i Catalogue of Life.